# Красный Яр (Большесосновский район)
Красный Яр — деревня в Большесосновском районе Пермского края. Входит в состав Полозовского сельского поселения.

## Географическое положение
Расположена на правом берегу реки Сива, примерно в 4 км к северо-востоку от административного центра поселения, села Полозово, и в 38 км к юго-западу от райцентра, села Большая Соснова.

## Население
| 2010 |
| ---- |
| 352  |

## Улицы[2]
- Зелёная ул.
- Мира ул.
- Набережная ул.
- Октябрьская ул.
- Речной пер.
- Садовая ул.
- Советская ул.
- Совхозная ул.
- Центральная ул.

## Топографические карты
- Лист карты O-40-85 Петропавловск. Масштаб: 1 : 100 000. Состояние местности на 1983 год. Издание 1984 г.